# Online analytical processing

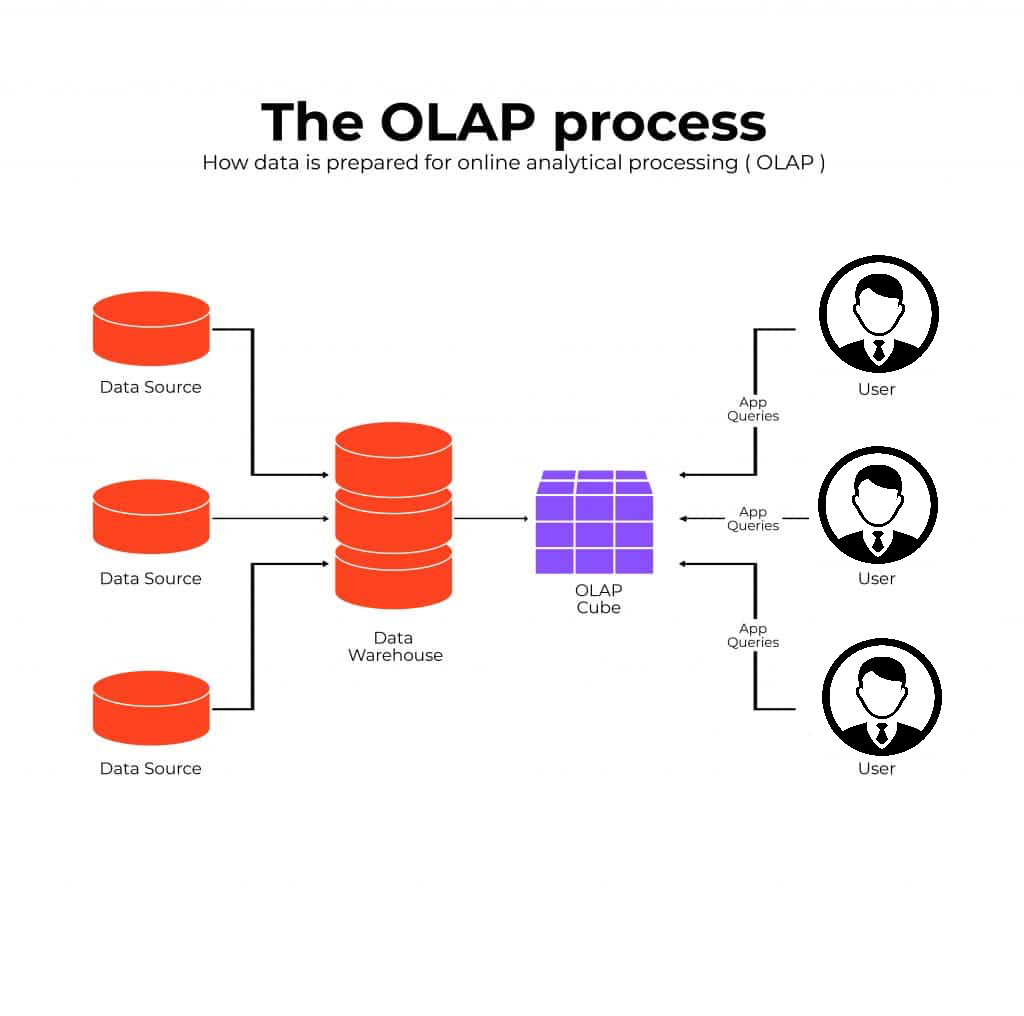
OLAP

Online analytical processing (OLAP) – przetwarzanie informacji z wykorzystaniem wielowymiarowej bazy danych.
Narzędzia OLAP są używane do wykonywania analiz trendów sprzedaży lub analiz finansowych (hurtownia danych). Są też przydatne do wstępnego przeglądania zbioru danych przez analityka we wstępnej fazie analiz statystycznych.
Pojęcie OLAP powstało poprzez modyfikacje pojęcia związanego z tradycyjnymi bazami danych – OLTP (Online Transaction Processing).

## Klasyfikacja
Systemy OLAP zazwyczaj dzieli się na trzy kategorie:
- wielowymiarowe (MOLAP, ang. multidimensional OLAP),
- relacyjne (ROLAP, ang. relational OLAP),
- hybrydowe (HOLAP, ang. hybrid OLAP).

### Wielowymiarowe
Tradycyjne systemy OLAP są często nazywane wielowymiarowymi OLAP (ang. multidimensional OLAP lub MOLAP), gdyż przekładają transakcje na wielowymiarowe widoki. Dane są organizowane w postaci wielowymiarowych kostek.

### Systemy relacyjne
Systemy ROLAP przechowują dane (często w postaci źródłowej) oraz tabele wymiarów w relacyjnych bazach danych. W tym rozwiązaniu również można wykorzystać dodatkowe tabele do przechowywania zagregowanych informacji. Wymaga to jednak większego nakładu na proces ETL.

### Systemy hybrydowe
Wśród dostawców rozwiązań nie ma jednoznacznych ustaleń definicyjnych, określających co kwalifikuje się jako hybrydowy OLAP – poza tym, że baza danych rozdziela dane pomiędzy podsystem relacyjny i specjalizowany, łącząc tym samym cechy OLAP wielowymiarowego i relacyjnego.

### Inne
Używa się również, choć rzadziej niż powyższych, kategorii:
- Desktop OLAP (DOLAP) – systemy niewielkiej, „osobistej” skali,
- Real-time OLAP (RTOLAP) – systemy czasu rzeczywistego,
- Web-based OLAP (WOLAP) – systemy dostępne w publicznej sieci.